# Parasite (album)
Pour les articles homonymes, voir Parasite.
Albums de See You Next Tuesday
Summer Sampler
Parasite est le premier véritable album studio du groupe de Deathcore Américain See You Next Tuesday.
Le groupe a produit cet album après la sortie de deux démos, intitulées This was a Tragedy et Summer Sampler, dont la plupart des titres de ces derniers figurent sur l'album.
L'album est sorti le 3 avril 2007 sous le label Ferret Records.
L'illustration de la pochette de l'album a été faite par l'artiste Néerlandais Dennis Sibeijn, qui a également fait les pochettes des albums des groupes Job for a Cowboy et Chimaira.

## Liste des morceaux
1. Baby, You Make Me Wish I Had Three Hands - 0:05
2. Good Christians Don't Get Jiggy With It 'Til After Marriage - 1:13
3. Honey, I've Never Had Sex that Wasn't Awkward - 1:26
4. Before I Die, I'm Gonna Fuck Me a Fish - 1:15
5. Here, Take this Pill - 1:45
6. How to Survive a Vicious Cock Fight - 1:24
7. Paraphilia - 2:00
8. Just Out of Curiosity, Are Your Parents Siblings? - 0:44
9. 8 Dead, 9 If You Count the Fetus - 1:18
10. Man-Dude vs. Dude-Brah (Where's the Party At?) - 1:04
11. Let's Go Halvsies on a Bastard - 1:18
12. A Portable Death Ray and a Sterile Claw Hammer - 1:38
13. Pogonotrophy: Part I - The Hunter - 0:24
14. Pogonotrophy: Part II - The Parasite - 3:17

## Composition
- Chris Fox − chant
- Drew Slavik − guitare
- Travis Martin − basse
- Andy Dalton − batterie